# Butbro
Butbro is een plaats in de gemeente Finspång in het landschap Östergötland en de provincie Östergötlands län in Zweden. De plaats heeft 215 inwoners (2005) en een oppervlakte van 46 hectare.